# PPI Motorsports
PPI Motorsports foi uma equipe norte-americana de automobilismo que disputou provas da extinta CART (Champ Car) e da Nascar, fundada por Cal Wells em 1979. A sigla da escuderia vem de Precision Preparation, Inc, de propriedade do mesmo Wells.

## CART

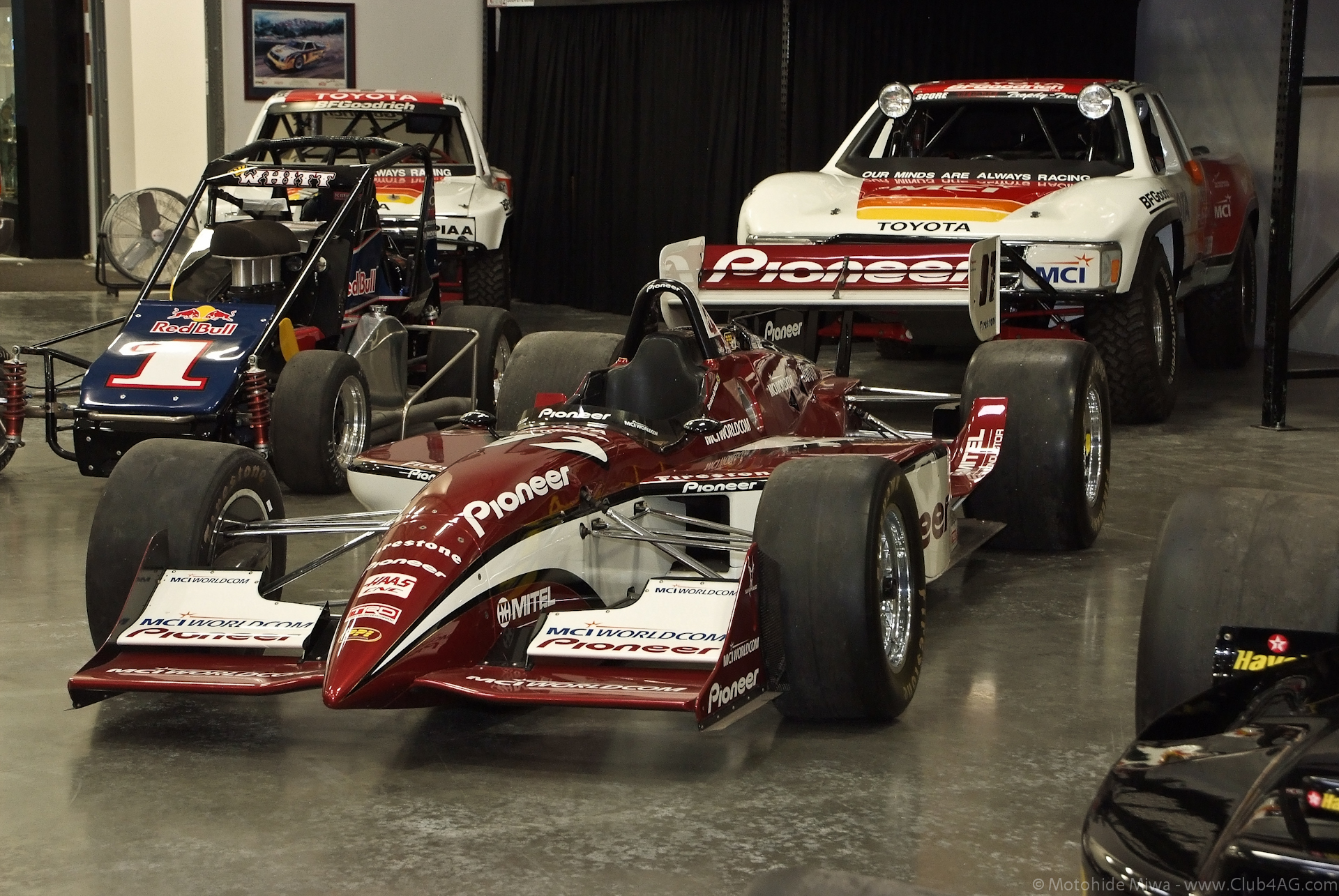
Carro da PPI Motorsports na CART.

Inicialmente a PPI competiu em provas de off-road nos EUA, migrando para as corridas de monopostos alguns anos depois. A estreia na CART foi em 1982, tendo como piloto Pete Halsmer. Até 1994, usava o nome Arciero Racing, conquistando 2 pódios (um com Halsmer, outro com o italiano Fabrizio Barbazza, nas 500 Milhas de Indianápolis de 1987).
Em 1995, as relações da PPI com a Toyota garantiram que Cal Wells formasse sua equipe na CART em parceria com o vinicultor Frank Arciero, com o nome de Arciero-Wells Racing, tendo como piloto o japonês Hiro Matsushita e o patrocínio da Panasonic. Seu melhor resultado no ano foi um 10º lugar de Matsushita, nas 500 Milhas de Indianápolis.
No ano seguinte, a Arciero-Wells seguiu com Matsushita e o norte-americano Jeff Krosnoff, tendo novamente um décimo lugar como melhor posição de chegada, no GP de Surfers Paradise, na Austrália, marcando 3 pontos na classificação. A morte de Krosnoff no GP de Toronto, após um violento acidente com o sueco Stefan Johansson quando faltavam três voltas para o final da prova, abalou a equipe, que contratou o italiano Massimiliano Papis para o lugar do norte-americano.
Novamente com "King Hiro" e Papis para 1997, a Arciero-Wells conquistou 12 pontos (8 para o italiano, 4 para o japonês), com um 8º lugar de Papis como melhor desempenho no campeonato. Em 1998, o italiano obtém 25 pontos (melhor resultado: 5º lugar em Laguna Seca), enquanto Matsushita não pontua e se despede da CART após a Rio 400. Para o lugar do japonês, a equipe contrata Robby Gordon, que competia na Nascar, e ele marca 13 pontos, ficando na vigésima-terceira posição na classificação geral,
Para 1999, a equipe muda a dupla de pilotos: Gordon é substituído pelo veterano Scott Pruett (ex-Patrick Racing) e Papis, de mudança para a Rahal, sucedido pelo brasileiro Cristiano da Matta, vindo da Indy Lights. A dupla, com um desempenho razoável, garante à equipe sua maior pontuação na CART, com 60 pontos. Cristiano da Matta marcaria 32 pontos (conquistando ainda o prêmio de rookie do ano), contra 28 de Pruett, que deixaria a categoria para disputar a Nascar em 2000.
Em 2000, o brasileiro passaria a ser o principal piloto do time, agora rebatizado com o nome original depois da saída de Frank Arciero da associação com Cal Wells. No lugar de Pruett, o espanhol Oriol Servià foi contratado. A temporada foi marcante para a PPI, que conquistaria seus melhores resultados na CART (três quartos lugares, dois terceiros e a primeira vitória, com Cristiano da Matta, no GP de Chicago). No mesmo campeonato, a Arciero juntou-se á Project Indy, que não disputava provas da CART desde 1998, para abrigar o também brasileiro Luiz Garcia Jr. no carro #25, que era patrocinado pela Hollywood, pela Embratel e pelos sucos Tang. Pilotando um Reynard-Mercedes, o piloto brasiliense emplacou 6 pontos na classificação geral. No final da temporada, Cal Wells retira sua equipe e migra para a Nascar, enquanto a Arciero, em sua última empreitada na categoria, junta-se novamente com uma equipe, formando a Arciero-Blair Racing, que teve o também brasileiro Max Wilson em 15 corridas, e o norte-americano Alex Barron em duas provas.

## Nascar e encerramento das atividades

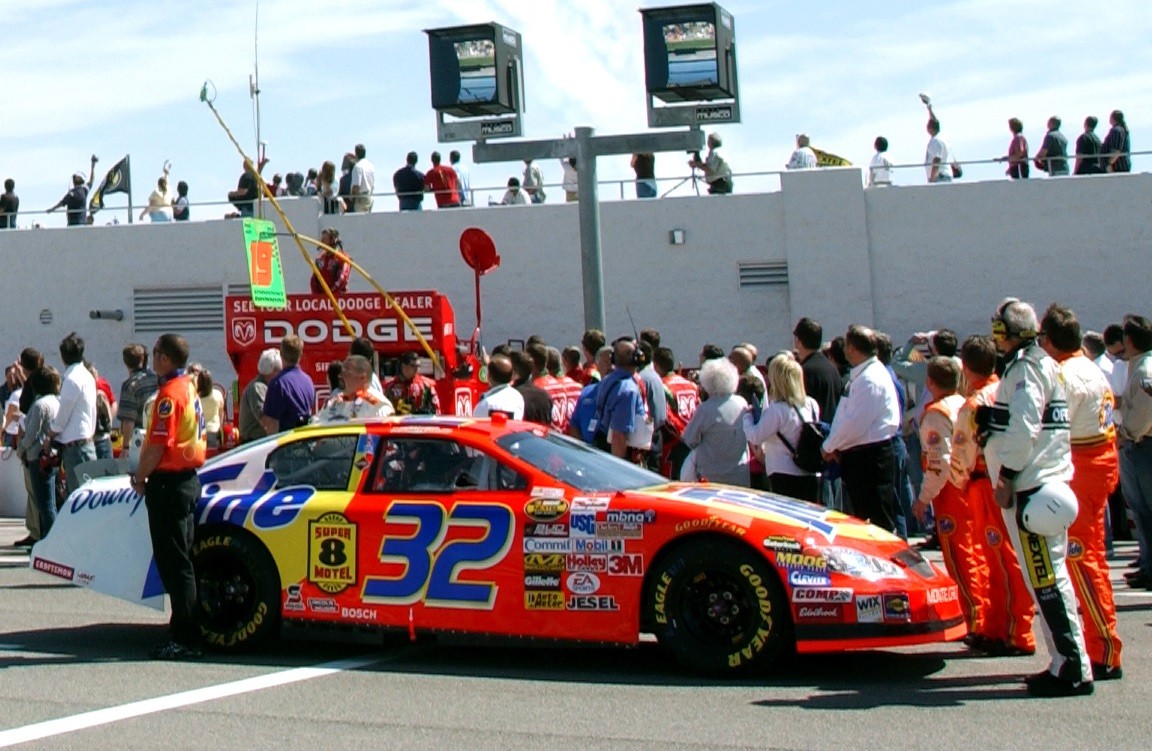
Carro da PPI Motorsports na NASCAR em 2005.

Entre 2000 e 2006, a PPI disputou provas da Nascar, tendo como pilotos Scott Pruett (2000), Andy Houston (2000-01), Ricky Craven (2001-04), Bobby Hamilton, Jr. (2004-05), Ron Fellows (2005-06), que disputou apenas corridas nos circuitos mistos, e Travis Kvapil, em 2006, último ano do time na categoria. Sem patrocínio para 2007, a PPI fechou suas portas.

## Pilotos de destaque

### CART
- Hiro Matsushita (1995–1998)
- Jeff Krosnoff (1996)
- Massimiliano Papis (1996-1998)
- Robby Gordon (1998)
- Scott Pruett (1999)
- Cristiano da Matta (1999-2000)
- Oriol Servià (2000)

### Nascar
- Scott Pruett (2000)
- Andy Houston (2000-01)
- Ricky Craven (2001-04)
- Bobby Hamilton, Jr. (2004-05)
- Ron Fellows (2005-06, apenas em circuitos mistos)
- Travis Kvapil (2006)